# Дрејкс Бранч (Вирџинија)
Дрејкс Бранч (Вирџинија) (енгл. Drakes Branch) град је у америчкој савезној држави Вирџинија. По попису становништва из 2010. у њему је живело 530 становника.

## Демографија
Према попису становништва из 2010. у граду је живело 530 становника, што је 26 (5,2%) становника више него 2000. године.
| Група             | 2000.       | 2010.       |
| Белци             | 293 (58,1%) | 274 (51,7%) |
| Афроамериканци    | 202 (40,1%) | 231 (43,6%) |
| Азијати           | 0 (0,0%)    | 0 (0,0%)    |
| Хиспаноамериканци | 10 (2,0%)   | 9 (1,7%)    |
| Укупно            | 504         | 530         |